# حلزنة

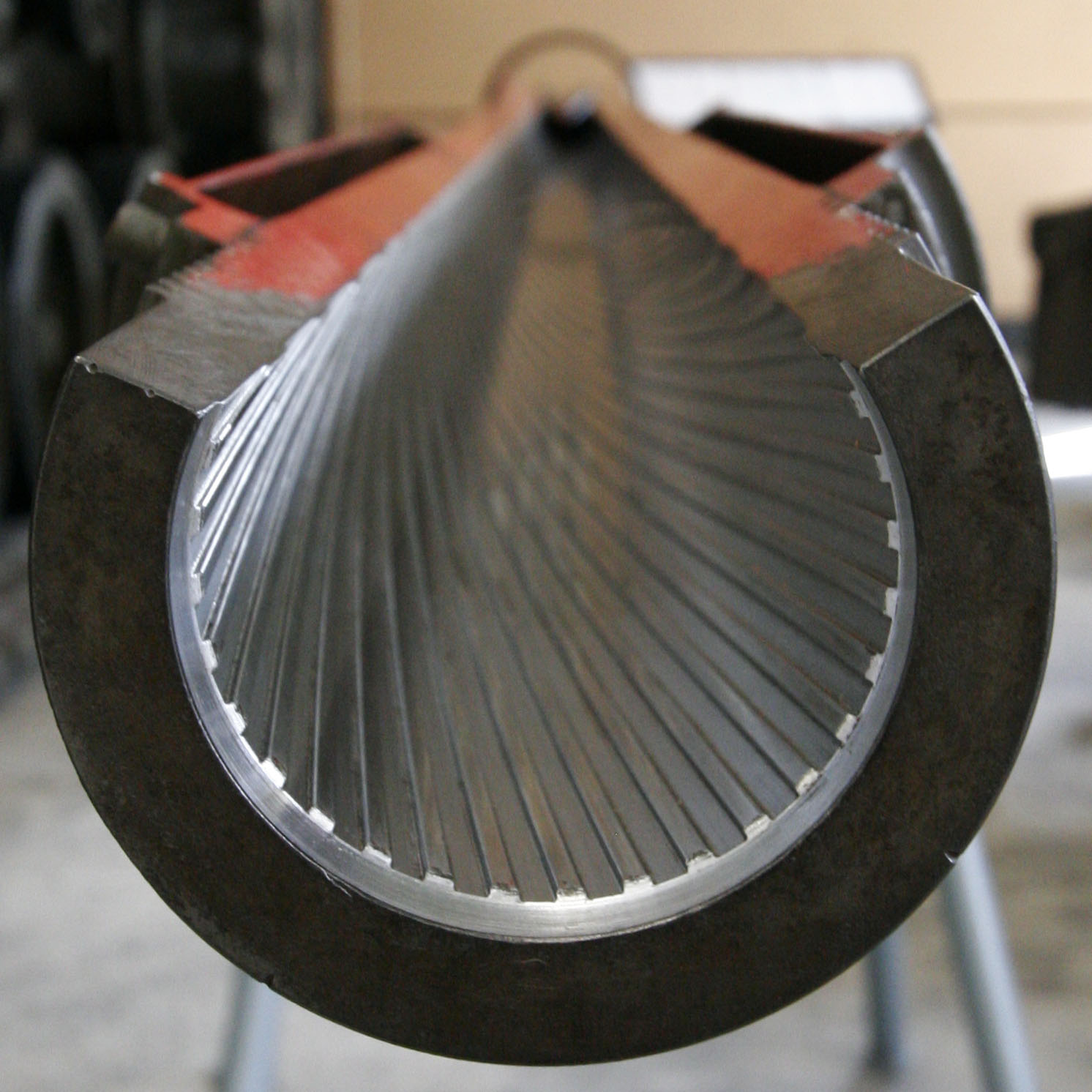
مدفع دبابة مُحَلزَن (مقطع عرضي)

الحلزنة، بصناعة الأسلحة، هي صنع أخاديد حلزونية الإتجاه في الوجه الداخلي للسبطانة، ويوجد بين أخدود وآخر ارتفاع يسمى بالسد. وتنقسم سبطانات الأسلحة عموماً إلى قسمين محلزنة وملساء.
تفيد الحلزنة في السلاح بأنها تؤدي إلى تضييق الفجوات ما بين السبطانة والمقذوف وبذلك تمنع تسرب الغازات الناتجة عن الإطلاق. كما أن الحلزنة تجعل المقذوف يدور حول نفسه بشكل لولبي أثناء مروره بالسبطانة ولذلك فإن الحلزنة تعطي دفع اقوى وسرعة أكبر ومدى أبعد للمقذوف ودقة أكبر في اصابة الهدف.

## الأسلحة الفردية

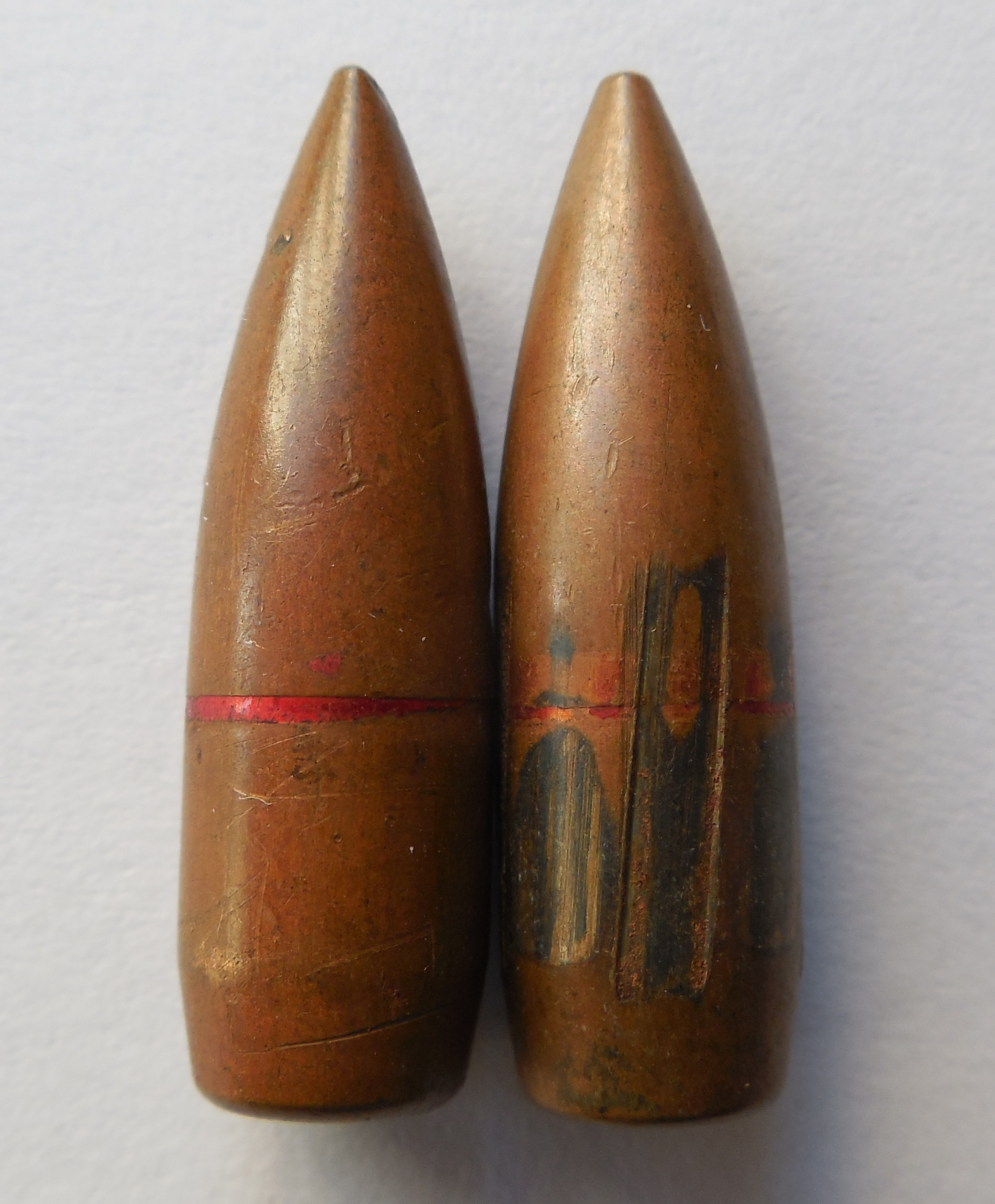
طلقتا كلاشينكوف (عيار 7,62 في 39 مم) إحداهما مُطلقة (يمين) والأخرى غير مستخدمة. لاحظ أثر الحلزنة على الطلقة المستخدمة (يمين)

تعتبر الأسلحة الفردية كالبنادق الحربية والمسدسات والرشاشات من الأسلحة المحلزنة، ومن الأسلحة الملساء بنادق الصيد والبنادق التراثية (كالقربينة) وكذلك البنادق الخرقية، ويعوض عن الحلزنة تضييق في قطر السبطانة من الامام إلى الخلف. تترك هذه الأخاديد الحلزونية أثرها على المقذوف (الطلقة) أثناء مروره في السبطانة على شكل خطوط مائلة متوازية مع بعضها ومساوية لعدد الأخاديد في السبطانة، ولكون عدد الأخاديد معروفاً فإنه يساعد في التوصل إلى نوع السلاح الذي خرجت منه المقذوفة.

## الأسلحة الثقيلة
تتم حلزنة أغلب سبطانات المدافع (سواء لمدافع الدبابات وأسلحة المدفعية كمدافع الهاوتزر أو المدافع المضادة للطائرات أي الرشاشات الثقيلة).